# Калінінський район (Санкт-Петербург)

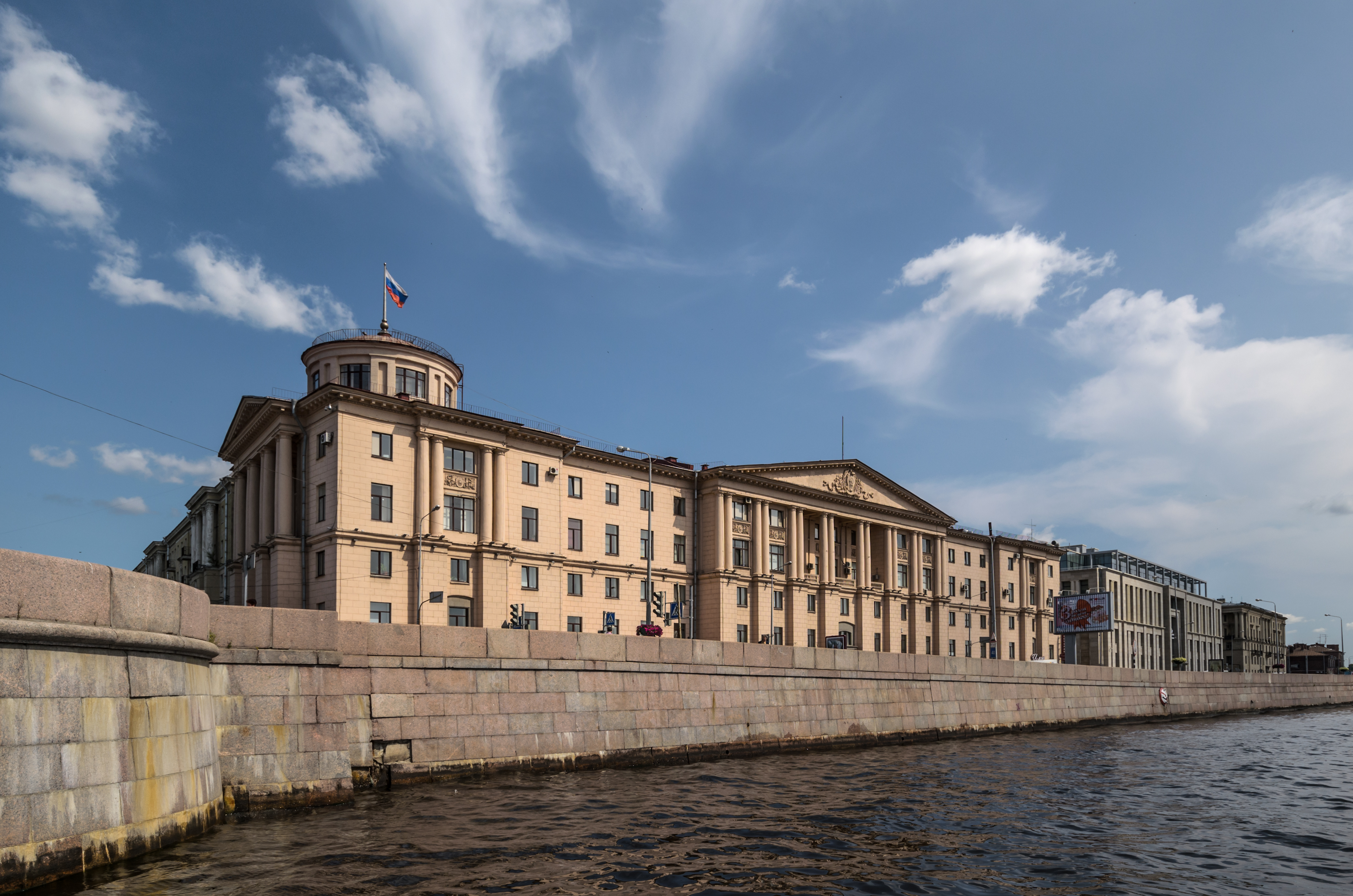
Будівля Адміністрації Калінінського району

Калінінський район — адміністративно-територіальна одиниця Санкт-Петербурга. Розташований в північній частині міста, на схід Виборзького району. За рівнем життя посідає 3 місце з 18 районів Петербурга. За даними на 2015 рік у Калінінському районі було зареєстровано найбільше злочинів, проте через високу щільність населення рівень злочинності на душу населення залишається найнижчим у місті після Приморського району.

## Історія
Район утворено у 1936 році. Спочатку він називався Красногвардійським. У серпні 1946 року отримав назву Калінінського в честь Михайла Калініна. Існуючі межі району сформовані в 1973 році, коли його знову забудована східна частина була виділена у новий Красногвардійський район. Район займає правобережний ділянку приневської низовини.

## Географія
Площа району — 40 кв. км. (4008 га), протяжність з півночі на південь понад 11 км. Зелені зони займають 1840 га (найбільші парки: Піскаревський, Мурінський, Піонерський, імені Академіка Сахарова; сади: Бенуа й Любашинський).
Південна частина району, що прилягає до Неви, вже в кінці XIX століття стала важливим промисловим районом міста, де виникли великі промислові підприємства, будувалися прибуткові будинки і казарми, в яких жили, головним чином, заводські робітники. На північ до середини XX століття існували сільські поселення Полюстрово, Велика і Мала Кушелєвка, Піскаревка, Колонія Гражданка, Руська Гражданка. Згодом всі вони були повністю поглинені багатоповерховою міською забудовою, але дали назви існуючим історичним районам.
Межує з районами:
- На заході з Виборзьким — від осі річки Неви на північ по осі Літейного мосту, вулиці Академіка Лебедєва, Лісового проспекту, далі на схід і південний схід по осі Литовської вулиці, потім на північ по осі Полюстровського проспекту, вулиці Карбишева, Політехнічної вулиці, Тихорєцького проспекту і проспекту Культури, по осі шляхопроводу перетинає лінію залізниці Струмки — Парголово аж до кордону з Всеволожським районом Ленінградської області;
- На сході з Красногвардійським — від осі Центральної вулиці на південь по західній стороні смуги відведення залізниці Санкт-Петербург — Приозерськ, далі на південний захід по осі Піскаревського проспекту до осі річки Неви.
- На півдні з Центральним — по осі річки Неви.
- На півночі з Всеволожським — межа йде на південь по західному кордоні земель АТ «Горби» до автодороги Муріно — промзона «Парнас», далі на схід по її північній стороні до перетину із західною межею земель АКХ «Струмки», потім на південь до північної сторони смуги відведення залізниці Санкт-Петербург — Виборг, далі за нею доходить до залізниці Санкт-Петербург-Приозерськ і, перетинаючи її йде на південь 250 м до осі Центральної вулиці, потім на північний захід по її осі до перетину із західною стороною смуги відведення залізниці Санкт-Петербург — Приозерськ.

## Муніципальні утворення
- Гражданка,
- Академічне,
- Фінляндський,
- Муніципальний округ № 21,
- Піскаревка,
- Сєвєрний,
- Прометей.

## Населення
Населення району, за даними перепису 2010 року — 504 641 особа. За цим показником район займає 2-е місце в Петербурзі.
На грудень 2000 р. в районі існувало 1965 будівель, у тому числі житлових — 1355. Загальна площа будинків житлового фонду району становила 7,615,2 тис. м2. Чисельність квартир — 177,157, з них комунальних — 7,612.

## Транспорт
У районі розташовані:
- Фінляндський вокзал; станції Кушелевка, Пискарівка, Струмки й Муріно Приозерського напрямку Октябрської залізниці (раніше — Фінляндської залізниці),
- Станції Кіровсько-Виборзької лінії Петербурзького метрополітену: «Площа Леніна», «Площа Мужності», «Політехнічна», «Академічна», «Гражданський проспект».

По території району проходить 83 вулиці і проспектів загальною площею 369 га.
Основні транспортні магістралі:
- хордові (напрям захід-схід, перераховані з півдня на північ):
  - Арсенальна і Свердловська набережні;
  - вулиця Комсомолу;
  - Полюстровський проспект;
  - проспект Маршала Блюхера;
  - проспект Нескорених;
  - проспект Науки;
  - Північний проспект;
  - проспект Луначарського;
  - проспект Просвітництва;
  - Суздальський проспект;
- меридіональні (напрямок північ-південь, перераховані з заходу на схід):
  - від Літейного мосту — Лісовий проспект, Політехнічна вулиця, Тихоріцький проспект та проспект Культури;
  - Светлановський проспект (тільки в північній частині району);
  - Кушелевська дорога і Гражданський проспект;
  - від вулиці Комсомолу — Кондратьєвський проспект (тільки в південній частині району);
  - від Свердловської набережній — Піскаревський проспект, вулиця Руставелі.

З точки зору зв'язності дорожньої мережі Калінінський район можна розділити на північну і південну частини з кордоном по залізничних коліях Приозерського напрямку (ділянка Кушелєвка — Пискарєвка). Між цими частинами існує лише три сполуки:
- Політехнічна вулиця;
- Кушелєвська дорога (шляхопровід);
- Піскаревський проспект (шляхопровід).

Зв'язок з іншими районами міста здійснюється:
- з Виборзьким — північ Литовської вулиці через більшість місцевих хордових магістралей, південніше — лише через вулицю Комсомолу і Арсенальну набережну (для пішоходів в районі станції метро Виборзька діє Виборзький тунель);
- c Красногвардійським — в північній частині району через Піскаревський проспект (шляхопровід у залізничної станції Струмки) й Шафіровський шляхопровід, в південній — через вулиці і проспекти, що перетинають Піскаревський проспект;
- з Центральним — Літейний міст через Неву;
- c Всеволожським районом Ленінградської області — через проспект Культури (шляхопровід) і Токсовське шосе (тунель).

## Економіка

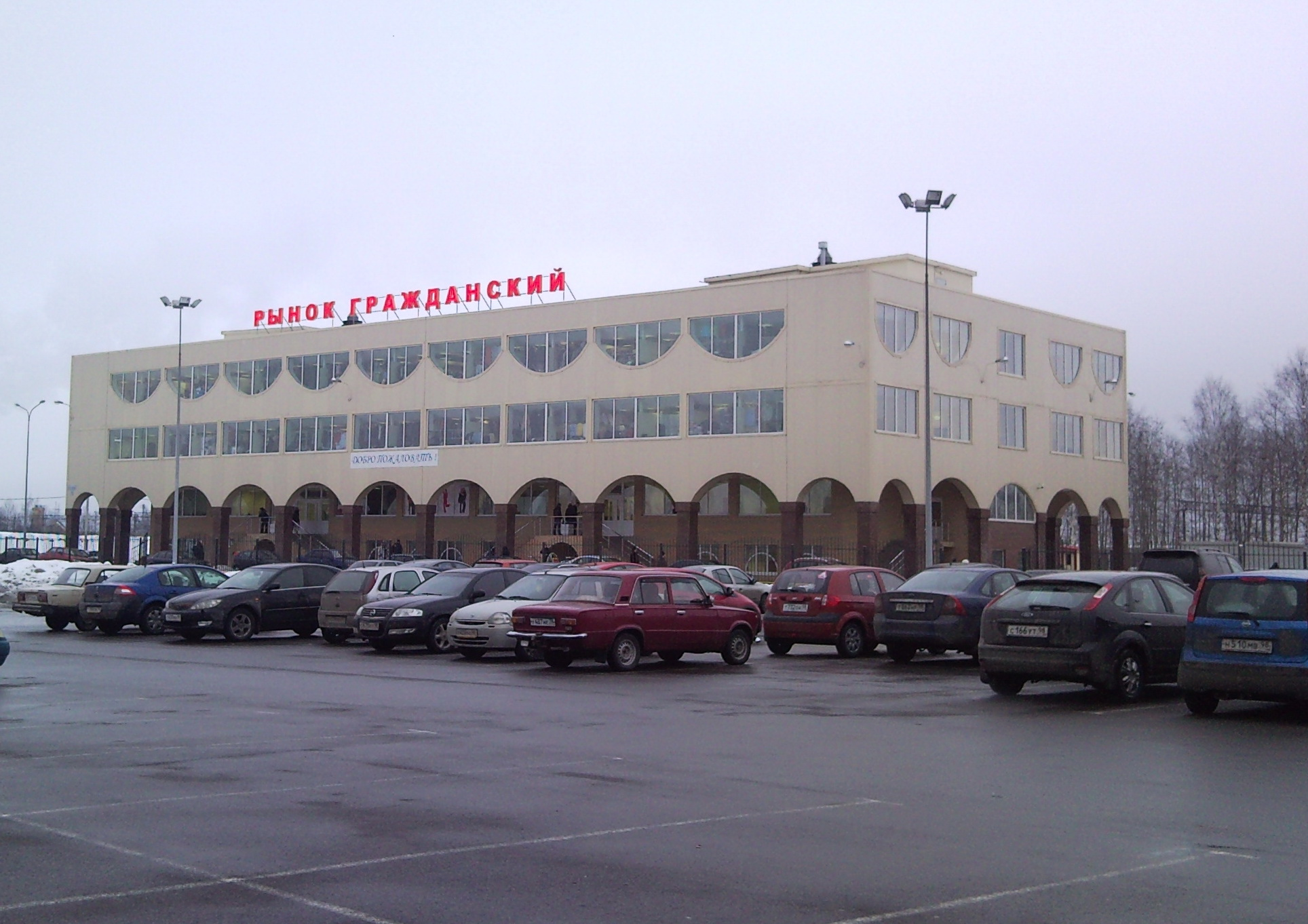
Гражданський ринок

Калінінський район є промисловим, в якому на сьогодні налічується 29 великих промислових підприємств, найвідоміші з яких — це Ленінградський металевий завод, «Червоний виборжец», ЛОМО. Зараз обсяги виробництва значно знижені. Основна частина промислових підприємств зосереджена у старій південній частині району і не робить істотного впливу на північну.
Великі підприємства
- Ленінградський металевий завод (ЛМЗ)
- Ленінградське оптико-механічне об'єднання (ЛОМО)
- завод «Красний виборжець»
- ВАТ Машинобудівний завод «Арсенал»
- Конструкторське бюро «Арсенал» імені М. В. Фрунзе
- завод «Червоний октябр»
- НВО «Аврора»
- ВАТ «Петербурзький трамвайно-механічний завод»
- ВАТ «Авангард»

Ринки
- Гражданський (колишній Апраксін двір)
- Полюстровський ринок («пташиний»)
- Північний ринок (демонтований у вересні 2015 року)
- Калінінська овочева база

Гіпермаркети
- Лєнта
- Карусель
- О'Кей
- Перехрестя
- Prisma

## Наука і культура
На території району розташовано 12 науково-дослідних інститутів.
Вищі навчальні заклади
- Політехнічний університет
- Академічний університет
- Інститут машинобудування
- Торговельно-економічний інститут
- Військова артилерійська академія
- Військова академія зв'язку

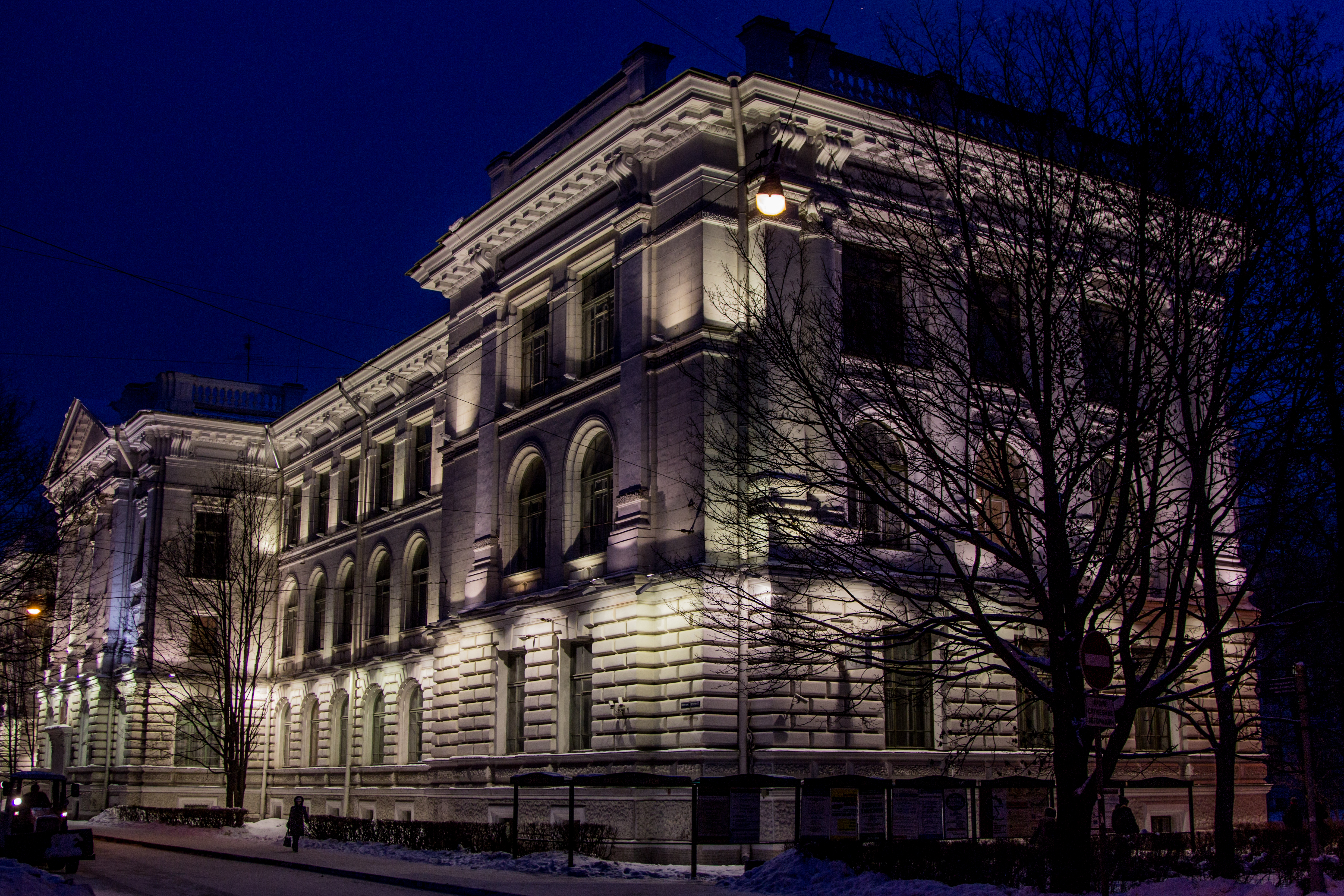
СПбДПУ «Політех»

- Військовий інститут фізичної культури
- Військово-медична академія

Науково-дослідні установи
- Діпронікель
- Агрофізичний інститут
- Науково-Освітній центр Фті ім. А. Ф. Іоффе
- НДІ Точної Механіки
- ЦНДІ робототехніки і технічної кібернетики
- Всеросійський науково-дослідний інститут гідротехніки їм. Б. Є. Вєдєнєєва
- НДІ Надвисоких Напруг
- НВО Імпульс
- НДІ Ортопедії та протезування їм. Р. Р. Вредена
- НДІ Постійного струму

54 освітні школи, 15 ПТУ і коледжів, 102 дошкільних установ, 4 спортивні, 3 музичні та 1 художня школи, а також Будинок дитячої та юнацької творчості, Центр позашкільної розвитку, Центр естетичного виховання.
Установи культури
- Концертний зал біля Фінляндського — Культурний центр Калінінського району
- СПбДУП "Петербург-Кіно" - Кінотеатр "Фільмофонд"

Визначні пам'ятки
У Калінінському районі розташовано безліч об'єктів історії та культури, що перебувають під охороною держави — серед них особняк Е. Л. Нобеля (Лісовий проспект, 21), церква при Політехнічному університеті. У 1998 році відкрився Музей підводних сил Росії їм. О. І. Марінеско (Кондратьєвський проспект, 83).

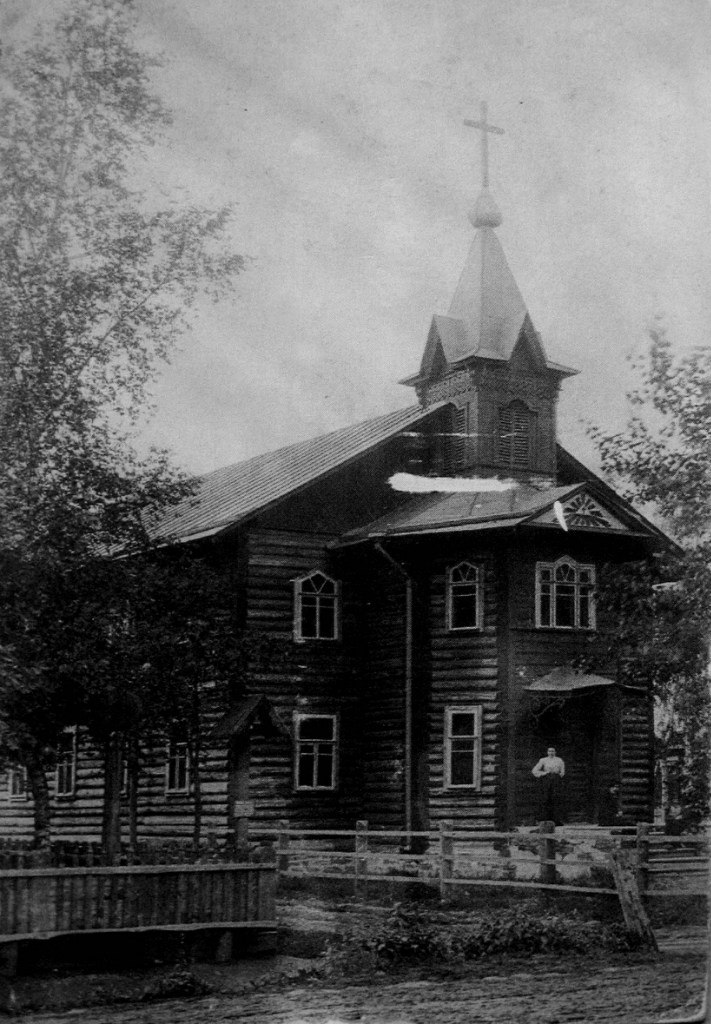
Лютеранська кірха колишньої німецької колонії Гражданка, знищена в 1930-ті.

- Пискаревское меморіальне кладовище
- Дача Безбородька (садиба графа Кушелєва-Безбородька, вона ж Кушелєва дача) — садиба зі знаменитою «левової» огорожею. Архітектори Джакомо Кваренгі, Микола Львов. Сама щведська садиба існувала ще до заснування Петербурга у місті Нієн, яку перебудували для графа Безбородька.
- Дача Дурново
- Католицька церква Відвідання Дівою Марією Єлизавети на колишньому Виборзькому римо-католицькому кладовищі (на розі сучасних Арсенальної та Мінеральної вулиць). В крипті храму поховано Микола Бенуа, деякі католицькі архієпископи і митрополити. На самому ж цвинтарі поміщені могили художників Федора Бруні, Луїджі Премацці, Адольфа Шарлемань, психіатра Івана Мержеєвського, співачки Анджоліни Бозіо та інших.
- Круглі бані
- В'язниця Хрести
- Парк імені Академіка Сахарова
- Кондратовський житловий масив
- Сад Бенуа — включає в себе єдине збережену на території Санкт-Петербурга будівлю ферми й власну дачу Юлія Бенуа.
- Мурінський парк на берегах Мурінського струмка — упорядковане місце з доріжками для катання на велосипеді й роликах. Являє собою низовинну рівнину з періодичними підйомами й узвозами. Парк розташований на південній стороні проспекту Луначарського й обмежений Гражданським проспектом на сході та інститутом Культури на заході.
- Меморіальна дошка на будинку 6 по проспекту Нескорених (1979, архітектор О. Я. Свірський, скульптор М. Л. Круппа), де розташовувався колодязь, з якого черпали воду мешканці блокадного Ленінграда.
- Парк Соснівка - заснований в 1968 році. У середині XX століття на місці Соснівки був ліс. В 1948 році тут, на околиці Ленінграда, створили стрільбищі військово-мисливського товариства (з 2007 року на його місці діє клуб «Олімпієць» Стрілецького союзу Росії). У 1960-х роках, коли став забудовуватися район Шувалово-Озерки, величезний шматок лісу вирішили залишити і зробити лісопарк, якому привласнили назву Сосновський.

Храми:
- Церква Стрітення Господнього (Санкт-Петербург) (побудована на місці храму 1887 року)
- Церква в ім'я преподобного Антонія Сийского при подвір'ї Антонієво-Сійського монастиря Архангельської єпархії[4] Вулиця Ольги Форш, 2, 2004-2006 роки, арх. Р. П. Фомічов. Чинна.
- Храм Тихвінської ікони Божої Матері пр. Науки, 24 корп. 3,
- Храм святителя Миколи Чудотворця, 1911 р., вул. Ак. Лебедєва
- Каплиця-храм Ікони Божої Матері Неопалима Купина на Лісовому пр., 17
- Церква Іоанна Богослова (Церква Святого Апостола і Євангеліста Іоанна Богослова), збудована в 2000 р., пр. Мечнікова 17/Лабораторна вул., 4; на Богословському цвинтарі
- Храм Святої Рівноапостольної княгині Ольги, пр. Мечникова 27 (в комплексі будівель лікарні РЗ)
- На розі проспекту Нескорених і Гражданського проспекту розташовувалося Лютикове подвір'я Свято-Троїцького монастиря Калузької єпархії (засноване в 1897 році ієромонахом Амвросієм з благословення Іоанна Кронштадтського) включало:[5]
  - двоголовий дерев'яний Троїцький храм (освячено 12 лютого 1898 року, відновлено після пожежі в 1907, знесено у 1967 році), яку 4 серпня 1898 року відвідав Микола II,
  - п'ятиглавий кам'яний храм Тихвінської ікони Божої матері (арх. Н. Н. Ніконов, 1905—1913, закрито у 1934, підірвано у 1982).

а також:
- Могили Віктора Цоя, Віталія Біанкі, Кирила Лаврова, Євгена Шварца на Богословському кладовищі.
- Пам'ятник М. В. Калініну на площі Калініна
- Пам'ятник В.І. Леніну на площі Леніна — за непідтвердженими джерелами, перший у світі пам'ятник Леніну.
- Пам'ятник на місці аеродрому «Гражданка»
- Пам'ятник біля колишнього кінотеатру «Прометей» — перенесено в Безіменний сквер з церквою Святого Антонія Сійського (між вулицею Дем'яна Бідного і вулицею Ольги Форш по пр. Просвіти)

Одна з історичних місцевостей району — Гражданка — колишня німецька колонія. Раніше там розташовувалася німецька лютеранська церква св. Миколи (на розі сучасних Гражданського проспекта й вулиці Гідротехніків), а неподалік — німецьке кладовище (район сучасної вулиці Бутлерова).
Також поруч із «Академ Парком» (в той час «ГРЕЙТ») було знято відео «Розбірка Пітерська».